# Tana (chanteur)
 (janvier 2025).
Pour les articles homonymes, voir Tana.
Steven Lewis, plus connu sous le nom de BabySantana et plus récemment Tana, est un chanteur, rappeur, auteur-compositeur-interprète et producteur américain. né le 14 novembre 2006 à Columbus en Géorgie. Il est devenu populaire début 2021 avec les singles 14 et Antisocial, qui ont gagné en popularité sur TikTok et SoundCloud.

## Jeunesse
Tana est né le 14 novembre 2006 à Columbus, iI grandi en étant fortement inspiré par la scène trap de Chicago, qui à l'époque était dirigée par Chief Keef et Fredo Santana, ce dernier ayant également inspiré son ancien nom de scène BabySantana, aux côtés du rappeur BabyTron.

## Carrière musical

### 2020: débuts
Au début de 2020, âgé seulement de 13 ans, Tana a commencé sa carrière musicale, partageant de la musique via des plateformes telles que YouTube et SoundCloud. Quelque temps après, il a commencé à apprendre à produire de la musique. Il forma plus tard un petit collectif avec ses amis intitulé 1500,qui au début ne comprenait que Slump6s, bien que des artistes et producteurs supplémentaires aient été recrutés au cours des années suivantes.

### 2020-2021: succès
Tana est devenu célèbre en 2020 grâce au succès de son titre Prada devenu viral sur les plateformes de médias sociaux, ce qui a donné lieu à un remix avec le rappeur Lil Tecca également associé du label Galactic Records.
En 2021, Tana est associée à des artistes tels que Kashdami, Midwxst et Yvngxchris . Il est actuellement signé chez Galactic Records, une filiale de Republic Records, mais continue de publier de la musique de manière indépendante via plusieurs comptes SoundCloud. Avec le rappeur Kashdami il a sorti le single collaboratif 14 le 20 juillet 2021, qui a été présenté sur la chaîne YouTube de Lyrical Lemonade[réf. nécessaire].

### 2022:Gaultier
En 2022, il sort son premier album studio nommé Gaultier, dont la sortie était initialement prévue fin 2022. Le 15 août 2022, il sort le premier single promotionnel Swaggin Like This avec le rappeur britannique Lancey Foux, suivi du single Hell Yeah quatre jours plus tard.

## Discographie

### Albums studio
- Gaultier (2023)
- Bana (2024)

### Mixtapes
- Planet Sosa (2020)
- DakotaRomani (avec Slump6s ) (2021)
- London (2023)

### EPs
- Recreation (2020)
- Nyctophilie (2020)
- Dale (2023)

### Titres
- Red Eye ! (2020)
- Felony (2020)
- Prada (2020)
- 2020 (2020)
- Blitz (2020)
- 14 avec Kashdami (2021)
- No Hook feat. Yvngxchris (2021)
- Antisocial feat. Slump6s (2021)
- Antisocial 2 feat. Slump6s, Yung Fazo, SSGKobe et Xhulooo (2021)
- Patricia (2021)
- Off the Leash! feat. Yvngxchris et Luisss (2022)
- NYC" (2022)
- Kite (2022)
- Swaggin Like This feat. Lancey Foux (2022)
- Hell Yeah (2022)
- Red (2022)
- Fear Nor Man (2022)
- Knoya (2023)
- Blow Dis Strain (2023)
- Feds Lurkin (2023)
- Prolly (2023)
- Nawl (2023)
- HTX (2023)
- Décatur (2024)
- Jesus Piece (2024)
- Living Lavish (2024)